# Hensbroek
Hensbroek is een dorp in de gemeente Koggenland in de provincie Noord-Holland. Het dorp heeft ongeveer 1.610 inwoners.
Hensbroek is gelegen tussen Obdam en Rustenburg. Het was van 1817 tot 1 januari 1979 een zelfstandige gemeente waartoe ook een deel van Wogmeer behoorde. Tussen 1811 en 1817 vormde het samen met Obdam één gemeente. Vanaf 1 januari 1979 was dit opnieuw het geval, ditmaal onder de vlag van Obdam. Bij de fusie werd een stuk van het grondgebied van Hensbroek overgedragen aan de gemeente Heerhugowaard. Op 1 januari 2007 ten slotte is gemeente Obdam samen met Wester-Koggenland opgegaan in de gemeente Koggenland.

## Geschiedenis
De plaats komt in 1120 voor als Heynsbroec en 1480 als Hensbroeck. De plaatsnaam zou verwijzen naar een belangrijk persoon die Hein was genaamd, die hier woonde in een drassig veengebied (vandaar het achtervoegsel broek). Het lag inderdaad in nat en drassig veengebied, hiervan is de drooggemaakte veenmeer Wogmeer een voorbeeld. Hensbroek lag aan dit veengebied, dat van tijd tot tijd een meer was.
Vanaf de veertiende/vijftiende eeuw was het zelf een echt meer geworden. Het nabijgelegen Obdam was de eerste gemeente die het gebied bedijkte om zichzelf te beschermen, met een dwarsdijk tussen Obdam en Hensbroek, later genaamd de Molendijk, in zestiende eeuw. Dit zorgde er wel voor dat de plaatsen aan de andere kant van het meer, zoals Ursem daar niet echt blij van werden, omdat deze juist daardoor meer wateroverlast kregen. Ook Hensbroek kreeg deels te maken met meer overlast. Uiteindelijk werd besloten een waterloop te graven die naar de Heerhugowaard liep, ook werd er een kleine spui-sluis gebouwd aan het eind van deze loop. Hiermee werd het overtollige water uit of in het meer 'gesluisd'.
De molen in het gebied werd vanaf 1535 de ene week gebruikt door Hensbroek en de andere week door Obdam met als gevolg dat de dammen die de plaatsen beschermde steeds werd afgegraven en opnieuw neergezet om het molengebruik tot zijn recht te laten komen voor de plaats die de molen mocht gebruiken. Vanaf 1544 hadden de beide plaatsen een eigen molen. Het Wogmeer zelf was in 1608 geheel drooggemaakt.
Hensbroek viel in 1414 onder de stad Opmeer en Spanbroek, dit omdat ze samen met die twee plaatsen van oorsprong de heerlijkheid Spanbroek-Opmeer-Obdam-Hensbroek vormde. In 1434 werd echter Hensbroek samen met Obdam een eigen heerlijkheid, incluis met enkele stedelijke rechten. Deze rechten werden serieus uitgebreid in 1456 tot bijna een volle stadsrecht. De stede Obdam-Hensbroek behoorde daarmee tot de hoogste rank van plaatsen met stedelijke rechten. Sommige deskundige stellen zelfs dat de stede daarom een stad met stadsrechten kan worden genoemd. In 1544 viel echter de stede in tweeën, hoewel een aantal jurisdicties onder de oude stede-vorm bleven. De heerlijkheid en stede Hensbroek werd opgeheven in 1811 toen het één gemeente met Obdam werd. In 1817 werden Hensbroek en Obdam weer gescheiden van elkaar, en werden het dus twee zelfstandige gemeenten. In 1978 werden de gemeenten weer samengevoegd tot de gemeente Obdam.
Ook de parochies van Hensbroek en Obdam waren lange tijd samengevoegd. Maar dit om een heel andere reden. In Hensbroek kon er in 1389 niemand gevonden worden die het pastoors-ambt wilde uitoefenen, daarom werd besloten deze maar samen te voegen met de parochie van Obdam. De samenvoeging hield stand tot 1527, toen werd er een waarnemend ambt aangesteld voor de parochie van Hensbroek, dit was ene Luytius Claes. Hensbroek is altijd minder gelovig en minder vastgeklampt aan één geloofsstroming geweest dan Obdam, dit kan men onder meer zien aan het feit dat het aantal katholieken in Hensbroek bijna een derde minder in procenten was dan dit het geval was in Obdam rond de 19e eeuw en er anno 2006 nog altijd enig verschil daarin is.

## Bezienswaardigheden

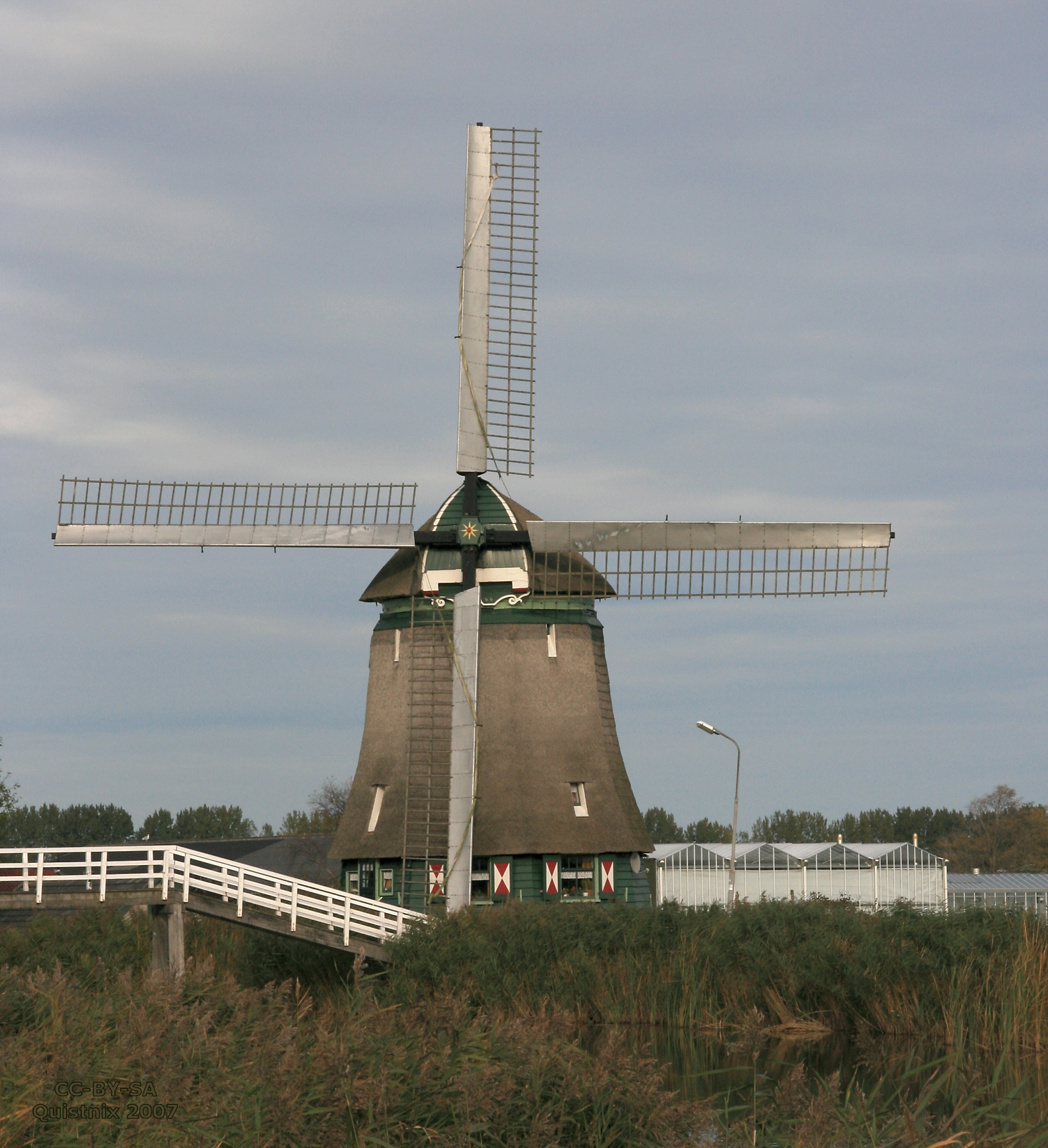
Poldermolen de Polder Hensbroek

Bezienswaardig is de Nederlands-hervormde kerk, volgens een bord bij de ingang uit 1658. In de winter is er een natuur-ijsbaan. Op het schaatsterrein stond het jeugdhonk "De springende koe". De voetbalclub van Hensbroek draagt de naam "Apollo '68". Hensbroek kent ook een natuur en recreatieplas, genaamd De Leyen. Deze is ontstaan door de zand afgravingen voor de ruilverkaveling in Hensbroek.
In het buitengebied van Hensbroek, ter hoogte van het plaatsje Draai staat de poldermolen Polder Hensbroek, Deze molen is in 1866 gebouwd voor de bemaling van de polder Hensbroek. Er hebben in de polder nog meer molens gestaan. Een van die molens werd in 1803 verplaatst naar Berkmeer. Deze molen heet sindsdien ook de Berkmeermolen. De molen die oorspronkelijk in 1608 werd gebouwd is een poldermolen en staat even zuidelijker dan de Veenhuizer, die aan de andere kant van het water in Veenhuizen staat.

## Geboren
- Ron Vlaar (1985), voetballer
- Suzanne Bakker (1986), voetbalspeelster